# محمد أباد أشور باشور (سررود الجنوبي)
محمد أباد أشور باشور (بالفارسية: محمدآباد اشورپاشور) هي قرية تقع في إيران في قسم سررود الجنوبي الريفي. يقدر عدد سكانها بـ 121 نسمة .